# Marie Bertherat
 (novembre 2015).
Si vous disposez d'ouvrages ou d'articles de référence ou si vous connaissez des sites web de qualité traitant du thème abordé ici, merci de compléter l'article en donnant les références utiles à sa vérifiabilité et en les liant à la section « Notes et références ».
Marie Bertherat, née en 1963 à Savigny-sur-Orge, est une romancière française, qui écrit principalement pour la littérature jeunesse.

## Biographie
Marie Bertherat est la fille de Thérèse Bertherat. Diplômée de Sciences Po-Paris, elle commence une carrière de journaliste (rédactrice en chef adjointe de Médias Magazine), puis de pigiste (Okapi, Télérama Junior, Science & Vie Junior, Décisions Environnement, Grand Air, Terre Sauvage...), avant de se consacrer entièrement à son travail d’écrivain.
Elle écrit des documentaires, des albums et surtout des contes modernes et des romans. Ses romans mettent souvent en scène des personnages Russes émigrés en France, pris dans les turbulences de la révolution russe ou de la guerre froide. Elle est l'auteure en 2003 de la série des Enquêtes du Samovar (éditions Mango, collection Chambre Noire) et son trio de détectives, Lou Kerval, Stanislas O’Connor et Constantin Pitakof.
Marie Bertherat est membre de la Charte des Auteurs Jeunesse.

## Œuvres
Fictions jeunesse
- La nuit du saphir, 2011, éditions Éveil et Découvertes
- Rendez-vous à la Datcha, 2009, éditions de l'Archipel
- Romulus le Magnifique, 2009, éditions Éveil et Découvertes
- Moi Iris, ma vie, mes pieds, 2009, éditions Éveil et Découvertes
- Moi Colombe, ma vie, mon sac, 2010, éditions Éveil et Découvertes
- N, Princesse rebelle, 2007, éditions du Seuil Jeunesse
- La Fille au pinceau d'or, 2005, éditions Bayard Jeunesse (Prix des dévoreurs de livres[1] 2007)
- La Nuit du loup, Zeste, 2006, éditions Fleurus
- Cléopâtre, Zeste, 2006, éditions Fleurus

Dans la série des Enquêtes du Samovar
- Mirage sur Port d'Amar, 2010, éditions Mango, collection Chambre Noire.
- Vipère masquée, 2006, éditions Fleurus
- Le Cri du rubis, 2005, éditions Fleurus
- Trompe-l'œil, 2004, éditions Fleurus (Prix du roman policier de Saint-Étienne en 2005).
- Porté disparu, 2004, éditions Fleurus
- L’Affaire Cornelius, 2003 éditions Fleurus
- Eaux Mortelles, 2003, éditions Fleurus
- Meurtre au Majestic, 2003, édition Fleurus

Album jeunesse
- Angèle, l'ange du clavecin, 2008, Acte Sud Junior et la Cité de la Musique (Illustration de Claire de Gastold)

Nouvelles jeunesse
- Boomerang, Z’azimut Sports de mer, éditions Fleurus ,2000
- L’Animal lumineux, Z’azimut Préhistoire, éditions Fleurus , 2001
- Telle mère, telle fille, Z’azimut Cinéma, éditions Fleurus ,2001
- Cléopâtre, l’amoureuse, Z’azimut Égypte, éditions Fleurus, 2001
- Morgan et Sibir, Z’azimut Loup, éditions Fleurus, 2001
- Le Cat and Mouse, Z’azimut Musique, éditions Fleurus, 2001
- Le Peuple de la forêt, Z’azimut Explorateur, éditions Fleurus, 2003
- Menace sur le Dodoma, Z’azimut Montagne, éditions Fleurus, 2003
- Le Mystère du donjon, Z’azimut Moyen Age, éditions Fleurus, 2004
- Le Traqueur, Z’azimut Magie, éditions Fleurus, 2004
- Les Ombres du Vésuve, Z’azimut Volcan, éditions Fleurus, 2005
- Le Festin d’Esther, Z’azimut Peplum, éditions Fleurus ,2005
- Les Larmes du Samouraï, Z’azimut Samouraï, éditions Fleurus, 2006
- Pas de dino pour Boris, Z’azimut Dinosaure, éditions Fleurus, 2006

Documentaires
- La Bible racontée par les peintres, 1999, Bayard Jeunesse (Prix des libraires religieux 2000)
- Les mythes racontés par les peintres, 2000, Bayard Jeunesse
- Les princesses racontées par les peintres, 2001, Bayard Jeunesse
- Comment bien vivre avec son corps, 2003, Albin Michel Jeunesse
- Messages secrets, collection Carnet Nature, 1996, Milan Jeunesse

Publications  adultes
- À corps consentant, 1996, éditions du Seuil (en collaboration avec Thérèse Bertherat)
- 100 ans de pub, 1994, éditions Atlas
- 100 ans de mode, 1995, éditions Atlas
- 100 ans de lingerie, 1996, éditions Atlas
- 100 ans d'objets de légende, 1996, éditions Atlas
- 100 ans d'inventions, 1997, éditions Atlas